# Mie prefektúra
Mie prefektúra  (三重県; Hepburn:  Mie-ken) egyike Japán prefektúráinak, mely a Honsú szigeten, Kanszai régióban fekszik. Központja Cu.

## Városai
A prefektúrának tizennégy városa van:
- Iga
- Inabe
- Isze
- Kamejama
- Kumano
- Kuvana
- Macuszaka
- Nabari
- Ovasze
- Sima
- Szuzuka
- Toba
- Cu
- Jokkaicsi